# 会田由来
会田 由来（あいだ ゆき、1944年4月23日 - 2012年9月9日）は、日本の女優、声優。本名は、関野 富恵（せきの とみえ）。東京都葛飾区出身。愛国学園卒業。劇団近代座を経て、ダテ企画に所属していた。

## 来歴・人物
2004年、劇団近代座の前代表であった根本嘉也が亡くなった後に古巣の近代座に戻り、2012年に亡くなるまで代表を務めた。
2012年9月9日死去。68歳没。

## 出演作品

### テレビドラマ
- 特別機動捜査隊（NET / 東映）
  - 第338話「狂った季節」（1968年）
  - 第534話「復讐の条件」（1972年）
- 緊急指令10-4・10-10 第18話「人喰いナメクジ発生!!」（1972年、NET / 円谷プロ） - 須川安江
- トリプル捜査線  第11話「予告爆弾魔の挑戦」（1973年、CX / 大映テレビ）
- 顔で笑って 第11話「結婚ノイローゼ」（1973年、TBS / 大映テレビ） - 男の子の母親
- 白い牙 第18話「事件屋仕掛人」（1974年、NTV / 大映テレビ）
- 正義のシンボル コンドールマン 第19話「死のモンスター工場」（1975年、NET / 東映） - 正夫の母
- 夜明けの刑事 第67話「君は妻娘を殺されたらどうする!!」（1976年、TBS / 大映テレビ）
- 東芝日曜劇場 第1026回「幸子の恋」（1976年、TBS）
- 大江戸捜査網 （東京12チャンネル / 三船プロダクション）
  - 第169話「女盗賊初春に舞う」（1977年）
  - 第196話「女義賊復讐に燃える!」（1977年）
  - 第465話「乱れからくり偽美術品の罠」（1982年）
  - 第474話「毒花一輪 獲物を狙う赤い唇」（1983年）
  - 第479話「少女が襲う! 八歳の殺人者」（1983年）
  - 第487話「女牢しのび肌 禁断の闇化粧」（1983年）
  - 第530話「俺も男だ! 落ちこぼれ親父」（1984年）
- 土曜ワイド劇場（テレビ朝日 / 東映）
  - 「危険な団地」（1978年）
  - 「小さな旅館」（1981年）
- 特捜最前線（テレビ朝日 / 東映）
  - 第58話「緊急手配・悪女からのリクエスト!」（1978年）
  - 第278話「逮捕・魔の24時間!」（1982年）
  - 第400話「父と子のエレジー!」（1985年）
  - 第466話「千五百万人の悪女たち・パート主婦不倫心中!」（1986年）
  - 第486話「涼子・夢に縋った女!」（1986年）
- 太陽にほえろ! 第303話「お人好し」（1978年、NTV）
- 新五捕物帳 （NTV / ユニオン映画）
  - 第30話「折れたかんざし」（1978年）
  - 第36話「黒いかわら版」（1978年）
  - 第64話「禁じられた十手」（1979年）
  - 第102話「心中駒形河岸」（1980年）
  - 第118話「おりつ恋唄」（1980年）
- 銭形平次 第638話「なみだ橋」（1978年、CX / 東映）
- 大空港 第11話「海外ロケ篇第一弾!ラインの追跡」（1978年、CX / 松竹）
- 吉宗評判記 暴れん坊将軍 第54話「小判のお好きな女医者」（1979年、テレビ朝日 / 東映） - 妙信
- 噂の刑事トミーとマツ 第44話「決まった!おそマツの 大ギャング」（1980年、TBS / 大映テレビ）
- 仮面ライダースーパー1 第7話「ドグマ式生きているコンピューター」（1980年、MBS / 東映） - 山下博士の妻
- Gメン'75 （TBS / 東映）
  - 第206話「催眠術殺人事件」（1979年）
  - 第287話「手術台の上の悪魔」（1980年）
- 玉ねぎむいたら… 第12回「競演！涙の大演歌」（1981年、TBS） - ママ
- 立花登 青春手控え 第10話「遠方より来る」（1982年、NHK）
- おしん 第190回（1983年、NHK）
- 女優 夏木みどりシリーズ 第2作「女友だち同窓会殺人事件」（1989年、CX / ジャパンプロデュース）
- お姉さんの朝帰り（1994年、テレビ朝日 / 朝日放送）

### テレビアニメ
1974年
- チャージマン研!（泉さおり）
- ダメおやじ（雨野冬子〈初代〉）

1975年
- ドン・チャック物語（ダイゴの母）

### 吹き替え
- 荒野の用心棒（マリソル〈TBS旧録版〉）